# Shpola
Shpola (em ucraniano:   Шпола) é uma cidade da Ucrânia, situada no Oblast de Tcherkássi. Tem 22,46 km² de área e sua população em 2020 foi estimada em 16.616 habitantes.